# سنوات مونسانتو
سنوات مونسانتو هو عنوان ألبوم غنائي صدر في 29 يونيو 2015 للمغني وكاتب الأغاني الكندي نيل يونغ وفرقة موسيقى الروك الأمريكية بروميس أوف ذا ريل. أنتج نيل يونغ بالتعاون مع جون هانلون، وتولت تسجيله شركة تسجيلات ريبرايز، ويعد ألبوم سنوات مونسانتو هو الألبوم الخامس والثلاثين في مسيرة نيل يونغ، والثالث في مسيرة فرقة بروميس أوف ريل التي تضم كل من لوكاس نيلسون وشقيقه ميكا نيلسون، وهما من أبناء المغني ومؤلف الأغاني الأمريكي ويلي نيلسون. ينتقد الألبوم شركة الأعمال الزراعية الأمريكية مونسانتو.

## التسجيل والإصدار
جمعت المغني ومؤلف الأغاني الكندي نيل يونغ علاقة صداقة طويلة الأمد بالموسيقي والمغني ومؤلف الأغاني الأمريكي ويلي نيلسون وأبنائه لوكاس وميكا الذان كانا عضوين في فرقة موسيقى الروك الأمريكية بروميس أوف ذا ريل. بدأ يونغ في التعاون مع الفرقة بعد أن انتهى مع ويلي نيلسون من حفلهما الخيري فارم إيد في عام 2014، والذي كان يهدف لجمع التبرعات لمساعدة المزارعين. وشرع يونغ في تسجيل الألبوم مع الفرقة في يناير 2015 على مسرح تياترو الواقع في مدينة أوكسنارد بولاية كاليفورنيا.

## النجاح التجاري
جاء ألبوم سنوات مونسانتو في المرتبة 21 على مخطط بيلبورد لأفضل 200 ألبوم غنائي في العالم في الأسبوع الأول من إصداره، وباع حوالي 18000 نسخة في الولايات المتحدة وحدها في أسبوعه الأول. وبحلول شهر يونيو 2016، كان الألبوم قد باع 41000 نسخة في الولايات المتحدة الأمريكية واحتل لأول مرة المرتبة الرابعة على مخطط بيلبورد لألبومات الروك، والمرتبة الثانية على مخطط الألبومات الشعبية.